# Drosophila cariouae
Drosophila cariouae är en tvåvingeart som beskrevs av Léonidas Tsacas 1985. Drosophila cariouae ingår i släktet Drosophila och familjen daggflugor.
Artens utbredningsområde är Kenya.